# 미타마정
미타마정(三珠町)은 야마나시현 니시야쓰시로군에 있던 정이다.
2005년 10월 1일, 인접한 이치카와다이몬정 및 로쿠고정과 대등 합병해 이치카와미사토정이 되어 같은날 폐지되었다.

## 역사
- 1954년 11월 3일 - 우에노촌, 오쓰카촌 및 시모쿠이시키촌의 일부가 합병해 성립하였다
- 2005년 10월 1일 - 이치카와다이몬정, 로쿠고정과 합병해 이치카와다이몬시가 성립하였다. 동일 미타마정은 폐지되었다.

## 교통

### 철도
- 도카이 여객철도 미노부 선